# 美他环素
美他环素又称为“甲烯土霉素”，是一种四环素类抗生素。美他环素能与tRNA结合，从而达到抑菌的效果，但长期应用可引起二重感染及肝脏损害。